# Dietmar Bücher Schlüsselfertiges Bauen

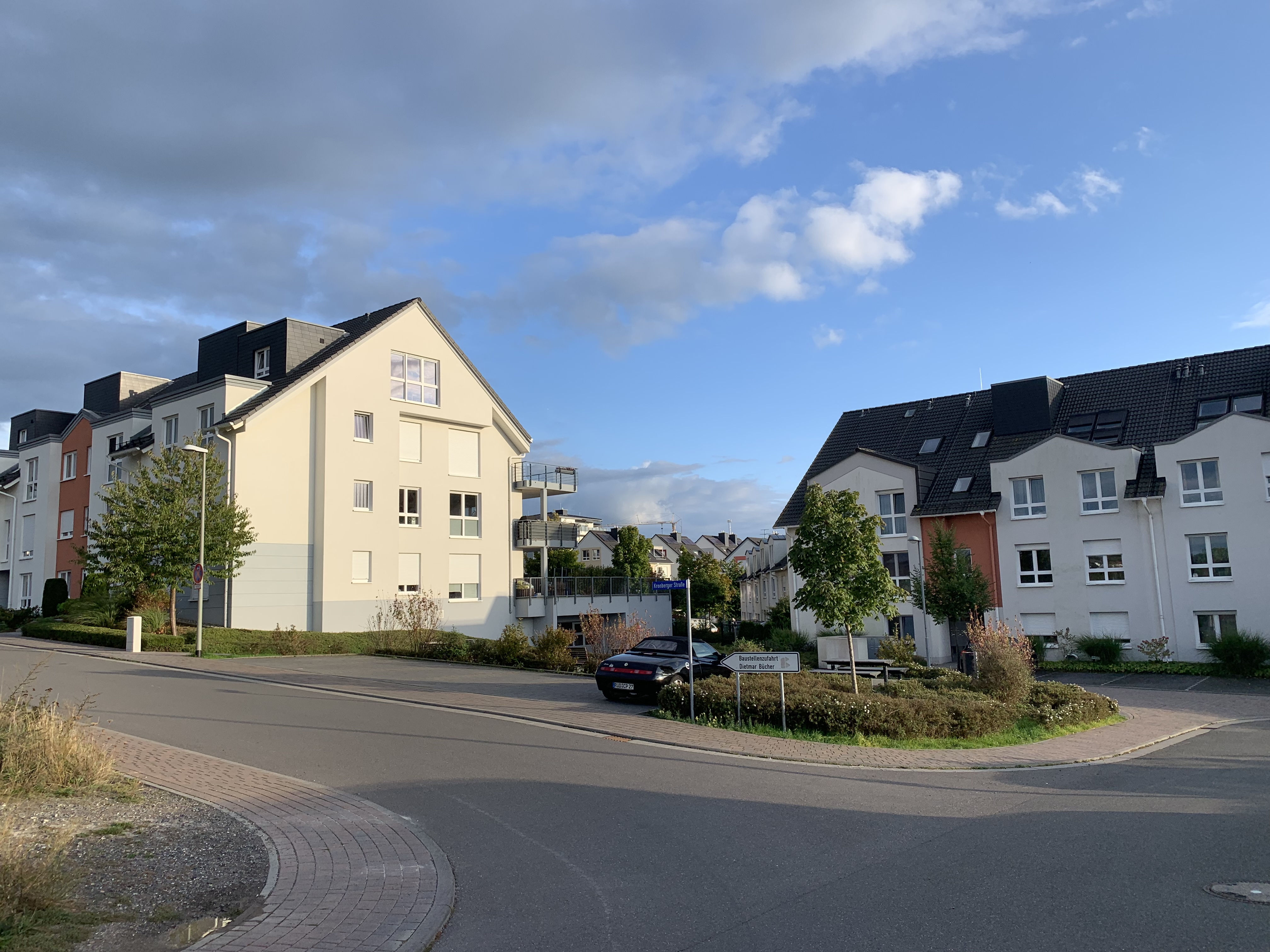
Das Taunusviertel in Idstein, erbaut von Firma Dietmar Bücher

Die Firma Dietmar Bücher Schlüsselfertiges Bauen aus dem hessischen Idstein ist ein Investor und Bauträger im Rhein-Main-Gebiet.

## Tätigkeitsgebiet
Das Unternehmen realisiert ausschließlich schlüsselfertige Objekte. Anfangs wurden sowohl Bau- als auch Architekturleistungen angeboten. Man konzentrierte sich aber dann auf die Ausführung schlüsselfertiger Objekte, im Wesentlichen im Wohnungsbau. Inzwischen werden oft ganze Stadtviertel errichtet. Bis 2015 hatte das Unternehmen schon ungefähr 12.000 Wohnungen auf einer Fläche von ca. einer Million Quadratmeter im Gesamtwert von über zwei Milliarden Euro gebaut und verkauft.

## Unternehmensleitung
Das Vorläuferunternehmen wurde 1969 durch den 1944 als Sohn eines Landwirts geborenen Dietmar Bücher gegründet. Bis zu seinem Tod am 22. November 2021 leitete Dietmar Bücher das Unternehmen.

## Kontroversen
Kritisch wird teilweise gesehen, dass ganze Stadtviertel optisch uniform mit Bücher-Bauten entstehen. Zudem werden Bebauungen erstellt, die sich aus Sicht von Anliegern aufgrund ihrer Größe oder ihres Baustils nicht in die gewachsene Bestandsbebauung einfügen. So wurden die Idsteiner Bürgerinitiative „Meine Altstadt“ und das Idsteiner Aktionsbündnis „Idstein wahrt sein Gesicht“ gegen ein Bauprojekt in der Escher Straße direkt oberhalb der Idsteiner Altstadt aktiv. Ferner kauft das Unternehmen Grundstücke auf, um sie oft viele Jahre unbebaut im Bestand zu halten. Diese Bevorratung wird in Zeiten knappen Wohnraums von manchem kritisiert; der Bauträger verweist allerdings darauf, dass Verzögerungen in der Bebauung häufig auf baurechtlichen Problemen beruhten.
Das zunächst genehmigte, jedoch umstrittene Bauprojekt Feldbergblick/Hahnwald am Stadtrand von Niedernhausen hätte zur Abholzung eines schützenswerten Waldes geführt und war daher heftig umstritten. Nach Bürgerprotesten stellte der Niedernhausener Gemeinderat fest, dass das fragliche Waldstück eines besonderen Schutzes bedarf und als Schutz- oder Bannwald eingestuft werden soll. In Idstein versuchte das Unternehmen im Jahr 2013 ein großes Einkaufszentrum zu realisieren, das neben dem Busbahnhof Teile der Altstadt umfassen sollte. Dieses Projekt scheiterte jedoch am Widerstand der Idsteiner Bürger. Zahlreiche unter Denkmalschutz stehende Gebäude der Idsteiner Altstadt, die in das Einkaufszentrum einbezogen werden sollten, hatte die Firma Bücher jedoch bereits erworben. Vermutet wird, dass das Unternehmen diese Bauten seither leer stehen lässt, was wiederum die Kritik von Idsteiner Bürgern und der Partei Bündnis 90/Die Grünen auf sich zieht. Die Immobilien sollten nach deren Meinung zur Belebung der Altstadt vermietet werden. Das Unternehmen arbeitet nach eigener Aussage weiterhin an dem Projekt einer Bebauung des Busbahnhofareals mit einem Einkaufszentrum.

## Sponsorenschaften
Die Firma Bücher betätigt sich als Sponsor des Idstein Jazzfestivals und des Idsteiner Tennisclubs Grün-Weiß e.V. Ferner unterstützte das Unternehmen im Jahr 2017 den Wiesbadener Volleyballclub VCW.

## Stiftungspreis
Der Verband baugewerblicher Unternehmer Hessen e.V. verleiht seit dem Jahr 2018 einen vom Wohnungsbauunternehmen Dietmar Bücher Schlüsselfertiges Bauen gestifteten Stiftungspreis Wohnungsbau.